# Mesosetum gibbosum
Mesosetum gibbosum là một loài thực vật có hoa trong họ Hòa thảo. Loài này được Renvoize & Filg. mô tả khoa học đầu tiên năm 1984.